# Amoco
Amoco (oprindeligt Standard Oil Company of Indiana) var et amerikansk olie- og kemiselskab, der blev grundlagt i 1889 i byen Whiting i Indiana. 
Virksomheden blev i december 1998 overtaget af den britiske oliekoncern BP. Sammenlægningen var den dengang største virksomhedsovertagelse nogensinde. De amerikanske aktiviteter blev drevet i nogle år under navnet BP Amoco, men fra 2002 blev Amoco brandet fjernet og erstattet af BP's brand.

## Eksterne links
- Wikimedia Commons har flere filer relateret til Amoco
- Beskrivelse af Amocos historie på answers.com

| Firma | Spire Denne artikel om et firma eller en virksomhed i USA er en spire som bør udbygges. Du er velkommen til at hjælpe Wikipedia ved at udvide den. |